# Synoum glandulosum
Synoum glandulosum là một loài thực vật có hoa trong họ Meliaceae. Loài này được (Sm.) A. Juss. miêu tả khoa học đầu tiên năm 1832.

## Hình ảnh

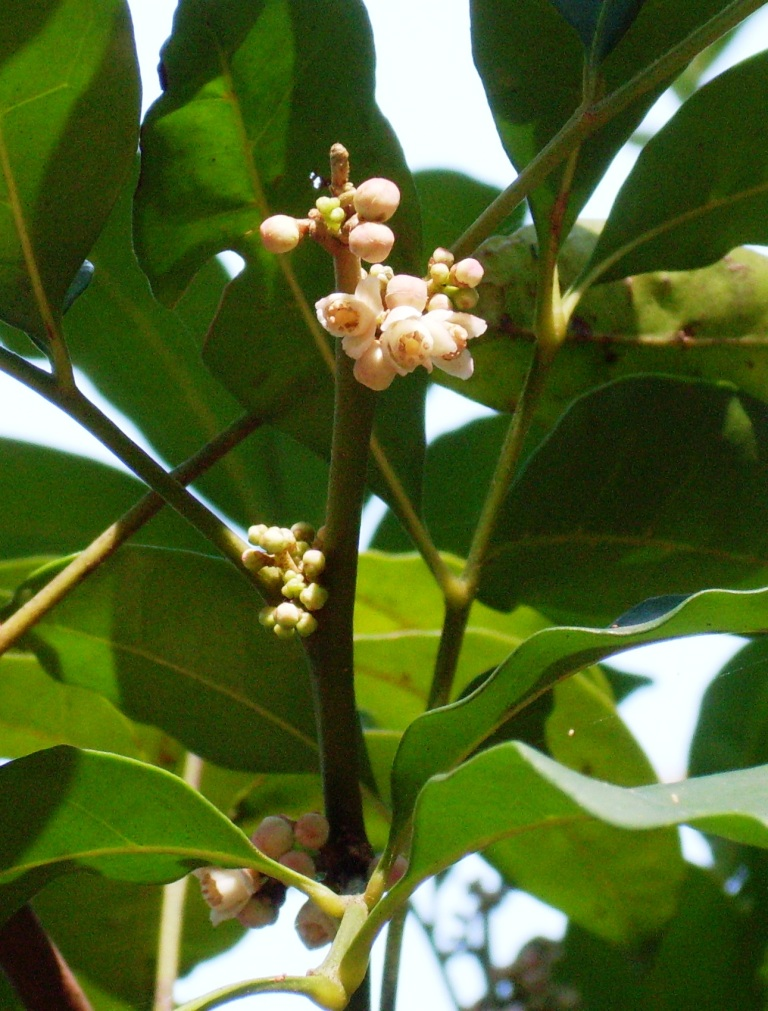
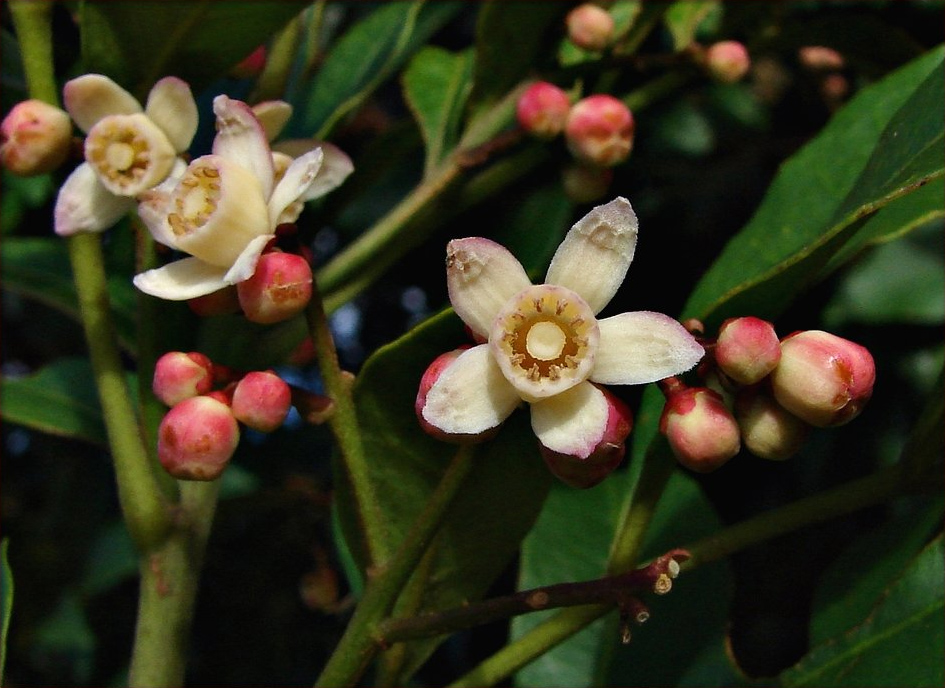